# Singou
Der Singou ist ein Nebenfluss des Pendjari im südöstlichen Burkina Faso.

## Verlauf
Der Fluss entspringt im Réserve totale du Singou und bildet später die Grenze zwischen dem Réserve partielle de Pama und dem Nationalpark Arly. Er fließt in südöstliche Richtung. Der Singou mündet in den Oti, etwa 20 km Luftlinie, bevor dieser die Grenze zu Togo überschreitet.

## Hydrometrie
Die durchschnittliche monatliche Durchströmung des Singou gemessen an der hydrologischen Station bei Samboali, beim größten Teil des Einzugsgebietes, in m³/s. Hier dargestellt zwischen den Jahren 1978 bis 1983 (Rohdaten lückenhaft).